# 10. gorska divizija (lahka pehota)
Za druge 10. divizije glej 10. divizija.
10. gorska divizija (lahka pehota) (angleško 10th Mountain Division (Light Infantry)) je elitna modularna pehotna divizija v sestavi Kopenske vojske ZDA, ki je posebej izurjena za gorsko bojevanje in bojevanje v težkih pogojih. Trenutno je formacija v sestavi 18. zračnoprevoznega korpusa in je zmožna tudi zračnodesantnih-padalskih operacij. 

## Zgodovina

### Druga svetovna vojna
Divizija je bila ustanovljena 15. julija 1943 kot 10. lahka divizija (alpska) in bila ena od zadnjih divizij Kopenske vojske ZDA, ki so vstopile v boje druge svetovne vojne (januarja 1945).
Izvor same divizije pa sega dve leti nazaj. Ob prikazu moči finskih smučarskih enot med zimsko vojno je Kopenska vojska ZDA na pobudo Nacionalne smučarske patrulje začela z ustanovitvijo enot, ki bi bile specializirane za gorsko in zimsko bojevanje. 8. decembra 1941 je bil tako ustanovljen 87. gorski pehotni polk (Fort Lewis, Washington) iz vojakov, ki so imeli smučarsko in/ali alpinistično znanje. V dveh letih so nato ustanovili nove polke, pri čemer so dobili osebje z rekrutacijo smučarjev in različnih športnikov zimskih športov. Kot samostojna formacija se je polk udeležil izkrcanja na japonsko zaseden otok Kiska med 15. in 17. avgustom 1943.
Kmalu se je pokazala potreba po večji, samostojni formaciji in tako so 15. julija 1943 v Camp Halu (Kolorado) ustanovili 10. lahka divizija (alpska); ki pa je bila 6. novembra 1944 preimenovana v 10. gorsko divizijo.
Prve boje je doživela v Italiji, kamor je prispela konec decembra 1944. Po začetnem urjenju je prvi boj doživela 8. januarja 1945 pri Cutigliano in Orsigni. Po mesecu obrambnega bojevanja je 19. februarja 1945 začela nov napad na sektorju Silla-Monte Belvedere, katerega vrh so zavzeli po več dneh težkega bojevanja. Marca je divizija prodrla severno od Canolle, zavzela več vrhov in prišla v bližino Bologne. Po treh tednih obrambnega bojevanja je 20. aprila zavzela Mongiorgio in tako vstopila v dolino reke Pad; zavzela je še ključni točki Pradalbino and Bomporto. 14. april 1945 je bil najbolj tragičen dan v zgodovini divizije, saj je tega dne izgubila 553 mož (ubitih, ranjenih in pogrešanih). 176 vojakov 10. izvidniškega bataljona so takrat izvedli tudi zadnji konjeniški napad v zgodovini KOV ZDA, ki pa se je končal tragično, saj je napad naletel na utrjeno nemško strojnično gnezdo. Samo reko Pad je divizija prekoračila 23. aprila, zavzela Verono 25. aprila; zadržale so jih fortifikacije pri Torbole in Nagi. Po amfibijskem prečkanju Gardskega jezera je 30. aprila zavzela Gargnano in Porto di Tremosine. Po nemški kapitulaciji v Italiji 2. maja 1945 je divizija razoroževala nemške enote in stražila vojne ujetnike. V 114 dnevih bojev je divizija uničil pet nemških elitnih divizij, pri čemer je padlo 992 in bilo ranjenih 4.154 vojakov.
20. maja je bila divizija premeščena v okolico Vidma, pri čemer so razporedili enote ob Morganovi liniji vse do meje z Avstrijo. Tako so pripadniki divizije zasedli tudi kraje, ki danes spadajo pod Slovenijo in sicer: Robič, Kobarid, Žaga, Bovec, Log pod Mangartom. Pod Mangartom  so 30. maja 1945 organizirali tudi prvo divizijsko povojno tekmo v smučanju
, na kateri je zmagal narednik Walter Prager. 14. julija je dobila ukaz o premestitvi v domovino; zamenjala jo je 34. pehotna divizija.
Divizija je bila razpuščena 30. novembra 1945.

### Hladna vojna
Ponovno je bila aktivirana 1. julija 1948 kot 10. pehotna divizija (izgubila je naziv gorska). Njen glavni namen je bilo urjenje zamenjav za druge enote Kopenske vojske ZDA. Tako je med 1948 in 1953 izurila 123.000 vojakov. Januarja 1954 so jo reorganizirali kot aktivno bojno divizijo za potrebe služenja v Evropi. 10. trenažna divizija je izgubila vso opremo in osebje; naziv 10. pehotna divizija je bil 15. junija 1954 predan reorganizirani 37. pehotni diviziji. Nova divizija je bila nato premeščena v Nemčijo, kjer je nadomestila 1. pehotno divizijo. Nameščena je bila na področju Frankfurt na Majni-Nürnberg. 1958 jo je zamenjala 3. pehotna divizija; nakar je bila 14. junija 1958 spet razpuščena. 
Ponovno so jo reaktivirali 13. februarja 1985 v Fort Drumu (New York) kot 10. gorska divizija (lahka pehota), pri čemer so ji dodali 27. pehotno brigado kot tretjo brigado; bila je prva divizija Kopenske vojske ZDA, ki je bila ustanovljena po 1975 in prva po drugi svetovni vojni, ki je bila nameščena na severu ZDA. Njena naloga je posredovanje na kriznih žariščih po svetu, pri čemer je oborožitev in oprema prilagojena strateškemu in taktičnemu zračnemu transportu. 

### Konec 20. stoletja
Del divizije je sodeloval v operaciji Puščavski ščit in Puščavski vihar med zalivsko vojno.
Med avgustom in novembrom 1992 je pomagala pri sanaciji škode hurikana Andrew.
Leta 1993 je bila divizija premeščena v Somalijo med operacijo Obnovitev upanja. Med bitko v Mogadišu je bila divizija del reševalne odprave, ki je rešila obkoljene ameriške vojake. Tam je sodelovala tudi v operaciji Nadaljevanju upanja.
Med 1994 in 1995 je bila nameščena na Haitiju v sklopu operacije Podpiranje demokracije, nato pa 1997 v Bosni (operacija Skupna straža). V 90. letih 20. stoletja je bila prav ta divizija najbolj uporabljena, saj je opravljala dolžnosti na vseh kriznih žariščih po celotnem svetu.

### Vojna proti terorizmu
V sklopu vojne proti terorizmu je sodelovala v operaciji Končna svoboda (Afganistan) in operaciji Iraška svoboda (Irak).
Decembra 2001 je bila divizija premeščena v Afganistan, kjer je prevzela poveljstvo nad zaporom Sherberghan z 3.500 priporniki. Sodelovala je v dveh operacijah Anakonda in Gorski lev; v bojih so ubili in zajeli več sto teroristov Al Kajde, uničili oporišče v dolini Shah-I-Khat in uničili 2,25 milijonov kg streliva.
Maja 2003 so se deli divizije vrnili v Afganistan kot podporna sila za operacijo Končno svobodo. Divizija je postala del JTF 180. 1. brigada je izvajala bojne operacije, medtem ko je 2. brigada izvajala urjenje Afganistanske nacionalne vojske.
Pripadniki 2. bataljona 14. pehotnega polka so sodelovali v več bojih na severu Iraka, ko so varovali konvoje. Tudi pripadniki 2. bataljona 15. poljskega artilerijskega polka, 20. zračnopodpornega operacijskega eskadrona in 10. ciljnopridobitvenega odreda so se udeleželi bojev v Iraku. Marca 2003 je bilo v Irak premeščenih še 10 divizijskih enot. Pripadniki 4. bataljona 31. pehotnega polka so bili aprila 2003 prestavljeni v Džibuti.
13. septembra 2004 je bila divizija uradno reorganizirana v modularno sestavo s slovesnostjo na Sexton Fieldu; kot del te ceremonije je bilo deaktiviranih 7 in aktiviranih 13 enot. Deaktivirane enote so bile: DISCOM; 3. bataljon, 62. zračnoobrambni artilerijski polk; 110. vojaškoobveščevalni bataljon; 10. komunikacijski bataljon; 41. inženirski bataljon; 10. prednji podporni bataljon in 710. glavni podporni bataljon. Novoaktivirane enote so bile: 3. brigadna bojna ekipa; Podporna brigada 10. gorske divizije; UEx, bataljon posebnih enot; 1. eskadron, 71. konjeniški polk; 10. brigadni podporni bataljon; 1. brigadni bataljon posebnih enot; 2. eskadron, 71. konjeniški polk; 2. brigadni bataljon posebnih enot; 3. eskadron, 71. konjeniški polk; 4. bataljon, 25. poljski artilerijski polk; 710. brigadni podporni bataljon; 3. brigadni bataljon posebnih enoty in bataljon posebnih enot podporne brigade.
19. januarja 2005 je bila aktivirana še 4. brigada.

## Simboli divizije
Našitek
Modro ozadje in bajoneta predstavljata pehotno tradicijo divizije. Položaj bajonetov hkrati simbolizirata rimsko številko 10 (X), številsko oznako divizije. Oblika našitka  predstavlja smodniški sodček, ki simbolizira eksplozivno moč divizije.

## Organizacija

### Druga svetovna vojna
- 85. pehotni polk
- 86. pehotni polk
- 87. pehotni polk
- 604. poljski artilerijski bataljon
- 605. poljski artilerijski bataljon
- 616. poljski artilerijski bataljon
- 10. izvidniški trop
- 110. komunikacijska četa
- 710. četa za oskrbo s strelivom
- 10. oskrbovalna četa
- 126. inženirski bataljon
- 10. medicinski bataljon

### Nemčija, 1954–1958
- poveljstvo
- devet pehotnih bataljonov,
- štirje artilerijski bataljoni,
- en tankovski bataljon.

### Somalija, 1993
- HHC, 2. brigada

- 2. bataljon, 14. pehotni polk
- 3. bataljon, 14. pehotni polk
- 2. bataljon, 87. pehotni polk
- četa F (TOW), 87. pehotni polk

- HHC, Aviacijska brigada

- 3. bataljon, 25. aviacijski polk
- 3. eskadron, 17. konjeniški polk

- HHB, DIVARTY

- 2. bataljon, 7. poljski artilerijski polk

- HHC, 10. DISCOM

- 46. podporni bataljon
- 210. prednji podporni bataljon
- 710. glavni podporni bataljon

- baterija A, 3. bataljon, 62. zračnoobrambni artilerijski polk
- baterija B, 3. bataljon, 62. zračnoobrambni artilerijski polk
- 10. komunikacijski bataljon
- 41. inženirski bataljon
- 110. vojaškoobveščevalni bataljon
- daljinski nadzorni odred
- 10. četa vojaške policije

### September 2003
- Poveljstvo
- 1. brigadna bojna ekipa »Warriors«

- HHC 1. brigade
- 1. bataljon, 87. pehotni polk
- 2. bataljon, 22. pehotni polk
- 1. eskadron, 71. konjeniški polk
- 3. bataljon, 6. poljski artilerijski polk (udarni)
- 10. brigadni podporni bataljon
- 1. brigadni bataljon posebnih enot

- 2. brigadna bojna ekipa »Commandos«

- HHC 2. brigade
- 2. bataljon, 14. pehotni polk
- 4. bataljon, 31. pehotni polk
- 2. eskadron, 71. konjeniški polk
- 2. bataljon, 15. poljski artilerijski polk (udarni)
- 2. brigadni bataljon posebnih enot

- 3. brigadna bojna ekipa »Spartans«

- HHC 3. brigade
- 1. bataljon, 32. pehotni polk
- 2. bataljon, 87. pehotni polk
- 3. eskadron, 71. konjeniški polk
- 4. bataljon, 25. poljski artilerijski polk (udarni)
- 710. brigadni podporni bataljon
- 3. brigadni bataljon posebnih sil

- 4. brigadna bojna ekipa

- HHC 4. brigade
- 2. bataljon, 4. pehotni polk
- 2. bataljon, 30. pehotni polk
- 3. eskadron, 89. konjeniški polk
- 5. bataljon, 25. poljski artilerijski polk (udarni)
- 94. brigadni podporni bataljon
- 4. brigadni bataljon posebnih enot

- 10. aviacijska brigada

- HHC 10. aviacijske brigade
- 3. eskadron, 17. konjeniški polk
- 1. bataljon, 10. aviacijski polk
- 2. bataljon, 10. aviacijski polk
- 3. četa, 10. splošnopodporni aviacijski bataljon

- 10. DISCOM

- HHC 10. podpornega poveljstva
- brigadni bataljon posebnih enot
- 548. korpusni podporni bataljon
- 10. vojaški podporni bataljon

## Pripadniki divizije

### Poveljniki divizije
| 1.  | Generalmajor Lloyd E. Jones              |  | (Julija 1943 – November 1944)     |
| 2.  | Generalmajor George P. Hays              |  | (November 1944 – November 1945)   |
| 3.  | Generalmajor Lester T. Whitlock          |  | (Avgust 1948 – Oktober 1950)      |
| 4.  | Generalmajor James E. Moore              |  | (November 1950 – Maj 1951)        |
| 5.  | Brigadni general Marcus B. Bell          |  | (Maj 1951 – November 1951)        |
| 6.  | Generalmajor George D. Shea              |  | (November 1951 – Januar 1953)     |
| 7.  | Generalmajor Thomas L. Harrold           |  | (Februar 1953 – Junij 1954)       |
| 8.  | Generalmajor Phillip Dew. Ginder         |  | (Junij 1954 – Marec 1955)         |
| 9.  | Generalmajor George Martin               |  | (April 1955 – Marec 1956)         |
| 10. | Generalmajor Barksdale Hamlett           |  | (April 1956 – Junij 1957)         |
| 11. | Generalmajor Walter B. Yaeger            |  | (Julija 1957 – April 1958)        |
| 12. | Generalmajor Miller O. Perry             |  | (Maj 1958 – Junij 1958)           |
| 13. | Generalmajor William S. Carpenter mlajši |  | (Februar 1985 – April 1988)       |
| 14. | Generalmajor Peter J. Boylan             |  | (April 1988 – September 1990)     |
| 15. | Generalmajor James R. Ellis              |  | (September 1990 – September 1991) |
| 16. | Generalmajor S. L. Arnold                |  | (September 1991 – Avgust 1993)    |
| 17. | Generalmajor David C. Meade              |  | (Avgust 1993 – Julija 1995)       |
| 18. | Generalmajor Thomas N. Burnette mlajši   |  | (Julija 1995 – Junij 1997)        |
| 19. | Generalmajor Lawson W. Magruder III.     |  | (Junij 1997 – Marec 1998)         |
| 20. | Generalmajor James L. Campbell           |  | (1998 – 2001)                     |
| 21. | Generalmajor Franklin L. Hagenbeck       |  | (Avgust 2001 – Avgust 2003)       |
| 22. | Generalmajor Lloyd James Austin III.     |  | (Avgust 2003 – Avgust 2005)       |
| 23. | Generalmajor Benjamin Freakley           |  | (Avgust 2005 – April 2007)        |
| 24. | Generalmajor Michael L. Oates            |  | (April 2007 – September 2009)     |
| 25. | Generalmajor James L. Terry              |  | (September 2009 – November 2011)  |
| 26. | Generalmajor Mark A. Milley              |  | (November 2011 – December 2012)   |
| 27. | Generalmajor Stephen J. Townsend         |  | (December 2012 – Marec 2015)      |
| 28. | Generalmajor Jeffrey L. Bannister        |  | (Marec 2015 – April 2017)         |
| 29. | Generalmajor Walter E. Piatt             |  | (April 2017 – Maj 2019)           |
| 30. | Generalmajor Brian J. Mennes             |  | (Maj 20019 – Julij 2021)          |
| 31. | Generalmajor Milford H. Beagle Jr.       |  | (Julij 2021 – September 2022)     |
| 32. | Generalmajor Gregory K. Anderson         |  | (September 2022 – danes)          |

### Nosilci medalje časti
Poddesetnik John D. Magrath, ki je za svoje zasluge v boju 14. aprila 1945 prejel medaljo časti, je bil prvi divizijski prejemnik tega najvišjega ameriškega vojaškega odlikovanja.
Medaljo časti so prejeli še Jared C. Monti (posmrtno) leta 2009, William D. Swenson leta 2013 in Travis Atkins (posmrtno) leta 2019.

### Slavni pripadniki divizije
Divizijski poveljnik med drugo svetovno vojno, George Price Hays, je bil nosilec medalje časti, ki jo je prejel za zasluge med prvo svetovno vojno.
Drugi znani pripadniki divizije so bili tudi:
- senator in predsedniški kandidat Bob Dole,
- norveški smučarski skakalec Torger Tokel,
- svetovni prvak v smuku Walter Prager,
- smučarski prvak Friedl Pfeifer,
- smučarja Rudy Konieczny in Wendy Cramm,
- trenerja Walter Prager in Everett Bailey,
- novinar in profesor Edward Nickerson,
- drugi: Percy Rideout, Larry Jump, John Litchfield, Jacob Nunnemacher, Peter Gabriel, Paul Petzoldt, Florian Haemerle, Olaf Rodegaard, ...